# Krásnohorské Podhradie
Krásnohorské Podhradie (in ungherese Krasznahorkaváralja) è un comune della Slovacchia facente parte del distretto di Rožňava, nella regione di Košice. È situato ai piedi del castello di Krásna Hôrka, risalente al XIV secolo.